# Anders Ygeman
Anders Ygeman (Estocolmo, 17 de junho de 1970) é um político sueco, do Partido Social-Democrata.

Foi Ministro da Energia (2019-2021) e Ministro da Digitalização (2019-2021).

Foi Ministro do Interior (adjunto no Ministério da Justiça) do Governo Löfven, entre 2014 e 2017, ano em que pediu a exoneração.